# Automobiles J. P.
Automobiles J. P. war ein französischer Hersteller von Automobilen.

## Unternehmensgeschichte
J. Pipault gründete 1934 das Unternehmen zur Produktion von Automobilen. Dazu erwarb er Motoren und weitere Teile von Gardahaut. Der Markenname lautete JP. Im gleichen Jahr endete die Produktion bereits wieder. Insgesamt entstanden drei bis vier Fahrzeuge.

## Fahrzeuge
Für den Antrieb sorgten Achtzylinder-Reihenmotoren mit 1375 cm³ Hubraum. Bellon Frères stellte die Karosserien her, die auffallend niedrig waren.